# 东周王城
洛阳东周王城即指公元前770年周平王东迁洛邑所建王城的遗址。由平王至景王加上后来的赧王，先后有二十五王在此执政达五百余年之久。
王城最初指最高统治者（王）所居之城，在周代是专有名词，特指周天子在洛河以北、涧河两岸兴筑的都城。

## 考古发掘
东周王城的规模、布局和演变，历代文献多有记载。但因年代久远，昔日壮观的景象如今已荡然无存。1950年代初，中国科学院考古研究所为寻找东周王城的踪迹，根据文献记载，在今洛阳市王城公园一带、涧河两岸进行了大规模的考古调查和发掘工作，并在涧河东岸的小屯村发现了汉河南县城遗址。因汉河南县城与东周王城之间存在着沿袭关系，于是考古工作者就以汉河南县城城址为基点，很快在其外围找到了沉睡地下两千多年的东周王城遗址。进而摸清了东周王城的具体位置、布局和范围。以后又多次在此区域有重要发现，特别是在王城东部发现了大型车马坑和大型墓葬，揭开了东周王城陵区之谜，为了解东周王城的全貌提供了新的珍贵资料。
2013年3月，洛阳东周王城之名，列入第七批全国重点文物保护单位（古遗址）。